# خلسه دلپذیر (فیلم)
خلسه دلپذیر (انگلیسی: Comfortably Numb) یک فیلم درام  آمریکایی به کارگردانی گوین اوکانر است که در سال ۱۹۹۵ منتشر شد. از بازیگران آن می‌توان به دینا اشبروک، آنگلا شلتون، هری لنیکس و توا فلدشو اشاره کرد.